# Cellana taitensis
Cellana taitensis là một loài ốc biển săn mồi, là động vật thân mềm chân bụng sống ở biển trong họ Naticidae, họ ốc Mặt Trăng.

## Miêu tả
Loài này có kích thước giữa 23 mm và 30 mm

## Phân bố
Loài này phân bố ởdọc theo Polynésie thuộc Pháp và Pitcairn